# Gaston Laurent-Atthalin
Pour les articles homonymes, voir Laurent et Atthalin.
Gaston Laurent-Atthalin, né le 24 octobre 1848 à Colmar et mort le 25 septembre 1912 à Limay, est un magistrat français.

## Biographie

### Famille, jeunesse et formation
Gaston-Marie Laurent-Atthalin est le fils d’Élisa-Virginie Rey et de Louis-Marie-Félix Laurent-Atthalin, auditeur au Conseil d’État. Gaston est le petit-neveu du général Atthalin.
Bachelier ès lettres à Strasbourg en 1866, Gaston Laurent-Atthalin obtient trois ans plus tard une licence de droit à la faculté de Paris et s'inscrit au stage des avocats du barreau de la capitale. Pendant la Guerre franco-allemande de 1870, il sert au sein du 1er bataillon de la garde mobile du Haut-Rhin et prend part à la défense de Neuf-Brisach jusqu'à la reddition de cette place, le 10 novembre. Prisonnier à Leipzig puis à Offenbourg, il est libéré le 12 mars 1871. Son expérience de la guerre et de la captivité ainsi que sa volonté de rétablir la vérité à propos du siège de Neuf-Brisach lui inspirent un ouvrage, coécrit avec Charles Risler et publié en 1873. La même année, après avoir été reçu docteur en droit, il devient secrétaire de la conférence des avocats et entre au ministère de la Justice en tant qu'attaché puis rédacteur à la direction des affaires criminelles.
En 1874, Gaston épouse Marguerite Chaperon, fille de l'ingénieur Chaperon, directeur du PLM. De cette union naissent André Laurent-Atthalin (1875-1956) et Thérèse (1880-1963) .

### Carrière de magistrat en première instance et en cour d'appel
En 1878, Gaston Laurent-Atthalin commence sa carrière de magistrat en étant nommé juge suppléant au tribunal de la Seine. Chargé de l'instruction depuis 1880, il est titularisé juge d'instruction le 14 novembre 1883. À ce titre, il est amené à instruire des affaires très célèbres : procès de Mme Clovis Hugues (1884), procès de Clément Duval (1887), scandale des décorations (1887), procès de la Ligue des patriotes (1889), de Ravachol (1892), affaire Norton (1893).
Chevalier de la Légion d'honneur depuis 1888, il est promu au rang d'officier de cet ordre en mai 1892.
Conseiller à la Cour d'appel de Paris depuis le 14 octobre 1893, il est nommé procureur de la République près le tribunal de la Seine en septembre 1895, en remplacement de Georges Chenest. Il est amené à intervenir dans l'affaire Arton (Scandale de Panama), la prostitution des mineurs, l'incendie du Bazar de la Charité, etc.

### Conseiller à la Cour de cassation
Le 25 mars 1898, il est nommé conseiller à la Cour de cassation et attaché à la chambre criminelle de cette juridiction. Il s'y illustre par l'« arrêt Laurent-Atthalin », également appelé « arrêt Placet », qui introduit dans la jurisprudence française la notion de partie civile. Lors de la première révision du procès Dreyfus, c'est lui qui joue le rôle de magistrat instructeur et son rapport entraînera l'arrêt des poursuites contre Picquart.

### Décès
En août 1912, la maladie oblige Laurent-Atthalin à rester alité dans sa propriété des Moussets à Limay. Mort le 25 septembre, il est inhumé au cimetière de cette commune de Seine-et-Oise.